# Nattefrost
Nattefrost (Nachtvorst) is een Deense muziekgroep die opereert binnen de elektronische muziek.
De muziekgroep bestaat eigenlijk uit één man Bjorn Jeppesen. De eerste activiteiten kwamen in oktober 1995. De belangstelling voor elektronische muziek was toen dermate laag, dat het laten persen van compact discs te duur was. Nattefrost begon dan ook met het verspreiden van hun/zijn muziek via muziekcassettes. Na drie albums werd het een tijd stil. Jeppesen nam wel nieuwe muziek op, maar bracht niets uit. In 2003 kwam weer een teken van leven via de track Slaget som varede evigt. Na twee in België uitgegeven albums stapte Jeppersen over naar het Nederlandse platenlabel voor elektronische muziek Groove Unlimited van Ron Boots. In 2013 verliet hij dat label weer.
In de loop der jaren werkte Jeppesen samen met andere artiesten zoals Biosphere, Heidi Mortenson en Alouise (Deense zangeres).
Nattefrost maakt elektronische muziek uit de Berlijnse School voor elektronische muziek vermengd met nieuwere stromingen.

## Discografie
- 1996: Når månen er fuld (cassette)
- 1997: titelloos (cassette)
- 1997: Nordboernes solhvervsfest (cd, eigen beheer)
- 2004: De som sejrede (uitgegeven in België)
- 2004: Vejen til Asgård (uitgegeven in België)
- 2006: Absorbed in dreams and yearning
- 2007: Underneath the nightsky
- 2008: Transformation
- 2009: Tracks from the archives 1
- 2010: Live in Germany
- 2010: Dying sun, scarlet moon
- 2011: Tracks from the archives 2
- 2012: From distant times
- 2013: Futurized
- 2014: Different stages
- 2014: Homeland